# Jars
RS-24 Jars, kdaj tudi RT-24 Jars (rusko PC-24 «Ярс»; NATO oznaka: SS-27 Mod 2) je ruska medcelinska balistična raketa, ki se jo lahko izstreli iz jedrskega silosa ali pa mobilnega sistema. Raketa je oborožena z vsaj štirimi jedrskimi konicami, vsaka z močjo 100-300 kt. Dosega rakete je okrog 11.000 kilometrov.
Prvi test je bil 29. maja 2007, v uporabo je vstopila julija 2010. Strateške raketne sile Ruske federacije so naročile 58 raket.